# Јосип Каталински
Јосип Каталински (Сарајево, 2. мај 1948 — Сарајево, 9. јун 2011) био је југословенски фудбалер. У каријери је играо за сарајевски Жељезничар, Ницу и југословенску репрезентацију.

## Биографија
Каријеру је отпочео у ФК Игман са Илиџе. 1965. прешао у ФК Жељезничар из Сарајева, у којем је на месту центархалфа до 1975. одиграо преко 350 утакмица и постигао преко 100 голова. 1975. одлази у Француску, где за прволигаша Ницу игра у преко 150 утакмица, све до повлачења 1978. због повреде.
Чувен је био по мечу – мајсторици против Шпаније на Валд стадиону у Франкфурту на Мајни 1974. године, где је постигао гол који је репрезентацију Југославије одвео на Светско првенство у Западној Немачкој исте године.
За југословенског фудбалера године проглашен је 1974.
Следеће године, 1975. у тв филму „Симха“ рађеном по истоименој приповеци Исака Самоковлије, глуми споредну улогу лимара Лијача.
Живео је у Сарајеву, где се бавио спортским менаџментом. Умро је 9. јуна 2011.